# Донець Григорій Прокопович
Григо́рій Проко́пович Донець (нар. 30 листопада 1913, Курилівка — пом. 27 квітня 1985, Київ) — український радянський поет, літературний критик, перекладач. Член Спілки письменників УРСР з 1958 року.

## Біографія
Народився 17 (30) листопада 1913 року в селі Курилівці (тепер Канівський район, Черкаська область, Україна). Навчався у Курилівській чотирирічній школі, закінчив семирічку у Каневі, навчався у Бобрицькому сільськогосподарському технікумі. 1934 року закінчив Черкаський педагогічний інститут. Вчителював у селах Курилівці, Мельники Канівського району, викладав українську мову і літературу на кордоні над Збручем у Фрідріхівській середній школі Волочиського району.
Брав участь у Другій світовій війні. Нагороджений бойовими урядовими нагородами. Член ВКП(б) з 1943 року. Від 1946 року — на партійній і радянській роботі в Каневі та Києві, був завідувачем сектору відділу пропаганди і агітації ЦК КП(б)У (на 1951 рік). У 1953—1954 роках працював помічником 1-го заступника голови Ради міністрів Української РСР Олександра Корнійчука.
З 1953 року жив в Києві в будинку № 14 по вулиці Червоноармійській, квартира 26. З 1962 року обіймав посаду вченого секретаря спочатку Урядового комітету, надалі — Комітету з Державних премій Української РСР імені Т. Шевченка.
Помер в Києві 27 квітня 1985 року. Похований на Байковому кладовищі.

## Творчість
Почав друкуватися від 1928 року. Значне місце у творчості поета займала історична тематика. Автор:
- збірок громадянської лірики:
  - «З братами вірними» (1955);
  - «Канівська книга» (1959);
  - «Придніпров'я» (1959);
  - «В Кобзаревім краю» (1961);
  - «Гомін землі» (1963);
  - «Серце Прометея» (1964);
  - «Червоний глід» (1966);
  - «З доріг України» (1967);
  - «Земля Боянова» (1968);
  - «Відлуння грому» (1969);
  - «За днями — дні» (1974);
  - «Пам'ять звитяг» (1977);
  - «Стяг» (1980);
  - «Київська книга» (1982);
  - «Слово з України» (1985);
- збірок віршів для дітей:
  - «Ходить серпень лугами» (1959);
  - «Літо в Розливі» (1970);
  - «Пригода в Карпатах» (1979);
  - «Сонце над нами» (1982) та інші.

Усі зазначені книги видано у Києві.
Був упорядником багатьох літературних видань. Перекладав з російської українською твори В. Брюсова, О. Суркова, О. Форш та інших письменників. 

## Нагороди
Нагороджений орденом Червоної Зірки, орденом Вітчизняної війни 2-го ступеня (6 квітня 1985), іншими орденами і медалями.